# Ictiologia

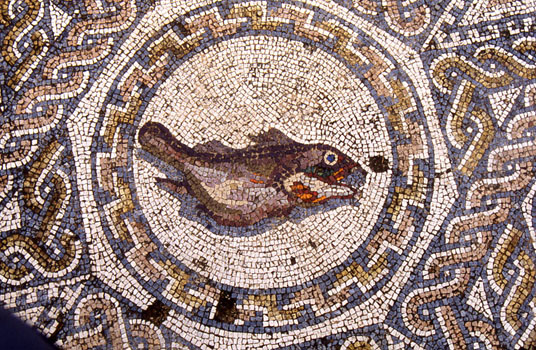
Peix en un mosaic romà d'Emerita Augusta

La ictiologia és una branca de la zoologia dedicada a l'estudi dels peixos. Aquesta inclou els osteïctis (peixos ossis), els peixos cartilaginosos tals com el tauró i la rajada i els agnats (peixos sense mandíbula). S'estima que hi ha al voltant de 25.000 espècies descrites i que cada any en són descrites oficialment 250 de noves. La dificultat en la classificació radica en la gran varietat que han assolit durant el procés evolutiu i l'accessibilitat dels humans al medi aquàtic. Per altra banda la ictiologia a més s'ocupa de la biologia i etologia dels peixos.
La pràctica de la ictiologia està estretament emparentada amb la biologia marina, la limnologia i l'oceanografia.